# Tarumowka
Tarumowka (russisch Тару́мовка) ist ein Dorf (selo) in der Republik Dagestan in Russland mit 5372 Einwohnern (Stand 14. Oktober 2010).

## Geographie
Der Ort liegt knapp 150 km Luftlinie nordwestlich der Republikhauptstadt Machatschkala in der Kaspischen Senke, knapp 50 km von der Küste des Kaspischen Meeres entfernt. Einige Kilometer westlich des Dorfes fließt der äußerste linke Mündungsarm des Terek, die Prorwa.
Tarumowka ist Verwaltungszentrum des Rajons Tarumowski sowie Sitz und einzige Ortschaft der Landgemeinde (selskoje posselenije) Selo Tarumowka. Während das Dorf bis in die erste Hälfte des 20. Jahrhunderts fast ausschließlich von Russen bewohnt war, sind heute jeweils ein knappes Drittel der Einwohner sind Russen und Awaren, sowie etwa 20 Prozent Darginer.

## Geschichte
Der Ort wurde 1786 durch den Astrachaner Staatsanwalt Andrei Tarumow gegründet, der dort auf seinen Grundbesitz Bauern ansiedelte, und später nach diesem benannt. Ab 1888 gehörte er zur Abteilung (otdel) Kisljar der Oblast Terek (1921 umgewandelt in eine Ujesd des Gouvernements Terek). Ab 1924 gehörte das Gebiet um Tarumowka zur Dagestanischen ASSR, kam später infolge mehrerer administrativer Umgestaltungen zeitweise zur Region Stawropol und dann zur Oblast Grosny, die nach der zwischenzeitlichen Auflösung der Tschetscheno-Inguschischen ASSR 1944 entstanden war. Im Bestand der Oblast Grosny wurde das Dorf am 6. Oktober 1946 Verwaltungssitz eines neu geschaffenen, nach ihm benannten Rajons. 1957 ging der Rajon endgültig an Dagestan über.

### Bevölkerungsentwicklung
| Jahr | Einwohner |
| ---- | --------- |
| 1897 | 1016      |
| 1959 | 2992      |
| 1970 | 2829      |
| 1979 | 3124      |
| 1989 | 4326      |
| 2002 | 4899      |
| 2002 | 5372      |

Anmerkung: Volkszählungsdaten

## Verkehr
Durch Tarumowka führt die föderale Fernstraße R215 (Teil der Europastraße 119) von Astrachan nach Machatschkala. Gut 10 km östlich befindet sich beim Dorf Priwolny die nächstgelegene Bahnstation Kara-Bagly bei Kilometer 111 der auf diesem Abschnitt 1942 eröffneten Bahnstrecke von Tscherwljonnaja (bei Gudermes) nach Astrachan.